# Prescotia stachyoides
Prescotia stachyoides là một loài thực vật có hoa trong họ Lan. Loài này được Lindl. miêu tả khoa học đầu tiên.